# Бегство белых
«Бегство белых» (англ. white flight) — демографическая тенденция, при которой белые, принадлежащие к рабочему и к «среднему» классу, уезжают из центральных районов и пригородов городов Северной Америки, Южной Африки и других регионов мира, населённых этническими и расовыми меньшинствами, в белые пригороды.
«Бегство белых» применяется также к миграции высококвалифицированного белого населения из государств и стран, где к власти приходят недружественно настроенные представители другой расы (как, например, из Зимбабве). Феномен был впервые описан в Соединённых Штатах, однако имеет место и в других государствах и странах.
Некоторые социологи полагают, что эти процессы являются частью современной субурбанизации и децентрализации. В части больших городов США эта тенденция начала усиливаться с 1990-х годов в рамках процесса джентрификации.

## В США
Бегство белых имеет место практически в каждом крупном городе США. Этому процессу содействовало массовое строительство автомагистралей, сокративших время в дороге. Феномен заметен в таких городах, как Атланта, Бостон, Балтимор, Чикаго, Индианаполис, Филадельфия, Детройт, Лос-Анджелес, Сан-Диего, Санта-Ана, Вашингтон, Мемфис, Хьюстон, Даллас, Кливленд, Милуоки, Майами и Новый Орлеан — многие из них потеряли более половины белого населения.
Начиная с конца 1940-х годов белые американцы начинают селиться в пригородных общинах, в то время как в крупных городах скапливаются афроамериканцы в поисках работы военного времени. Высокий уровень преступности среди меньшинств, возросшее социальное и экономическое давление вместе с возросшей популярностью автомобилей выталкивают белых в пригороды. Массовое строительство автомагистралей даёт возможность жителям пригородов ездить в центральные районы городов, где остаётся их работа. В некоторых случаях эти автомагистрали становятся естественными барьерами, отделяющими белые районы от чёрных.
Другим фактором миграции служила деградация городской среды, вызванная главным образом процессами деиндустриализации (закрытия промышленных предприятий, дававших работу жителям депрессивного района). Риэлтеров и девелоперов часто обвиняют в блокбастинге — вынуждении белых продавать свои дома, создавая среди них впечатление массового перемещения в белые районы национальных или расовых меньшинств. Из опасений, что стоимость домов упадёт, начинаются массовые продажи.
В силу особенностей политического устройства Соединённых Штатов бегство белых приводит к необходимости образования новых муниципалитетов, не связанных с самим городом, и не отчисляющих никаких средств в его бюджет. Эти муниципалитеты вынуждены строить всю необходимую инфраструктуру — школы, дороги, коммуникации, пожарные станции.
Десегрегация общественных школ, в частности практика басинга, послужила катализатором бегства белых. Наблюдается исход белых учеников из десегрегированных общественных школ в частные школы.

## В ЮАР
Ярким примером бегства белых из страны является ЮАР, где с отменой апартеида начался массовый приток неквалифицированного чёрного населения в крупные города (Йоханнесбург, Претория, Дурбан). Резкое изменение демографической обстановки повлекло разгул преступности (в том числе направленной против белого меньшинства, как, например, нападения на фермы), стремительный рост коррупции, дискриминацию белых при приёме на работу. В 2018 году был принят закон об «безвозмездном изъятии» земель у белых фермеров и передаче их коренным жителям.
В результате притеснений за период с 1995 по 2009 гг. из 5 миллионов белых жителей ЮАР приблизительно 800 000 уехали из страны.